# Wagneria cunctans
Wagneria cunctans là một loài ruồi trong họ Tachinidae.